# Barbara Górnicka
Barbara Małgorzata Górnicka (ur. 10 grudnia 1956 w Warszawie) – polska lekarka, profesor nauk medycznych, prorektor Warszawskiego Uniwersytetu Medycznego (2016–2020).

## Kariera naukowa
Barbara Górnicka w  1975 zdała maturę w XXXV LO im. Bolesława Prusa w Warszawie. Następnie, w 1981, I Wydział Lekarski Akademii Medycznej w Warszawie, uzyskując tytuł lekarza. W 1985 kończy specjalizację I stopnia w zakresie anestezjologii pod kierunkiem Andrzeja Zawadzkiego oraz w zakresie patomorfologii pod kierunkiem Stefana Krusia (I stopień – 1989, II stopień – 1991). W 1996 uzyskuje na macierzystej uczelni stopień doktora nauk medycznych na podstawie pracy Metaplazja żołądkowa w opuszce dwunastnicy: związek z chorobą wrzodową i zakażeniem Helicobacter pylori (promotor: S. Kruś). W 2005 habilituje się tamże na podstawie monografii Ekspresja błonowych inhibitorów układu dopełniacza – CD59, CD55 i CD46 – w pierwotnych rakach dróg żółciowych. W 2009 otrzymała tytuł naukowy profesora.
Jej zainteresowania obejmują: patomorfologię transplantacyjną ze szczególnym uwzględnieniem przeszczepienia wątroby, patomorfologię chorób wątroby ze szczególnym uwzględnieniem zmian ogniskowych, patomorfologię endokrynologiczną ze szczególnym uwzględnieniem zmian w obrębie tarczycy i nadnercza, cytologię (biopsja aspiracyjna ciekoigłowa), patomorfologię przewodu pokarmowego.
W Polskim Towarzystwie Patologów była wiceprezeską (2011–2016) oraz wiceprzewodniczącą Oddziału Warszawskiego (2011–2016). Członkini Europejskiego Towarzystwa Patologów oraz Komitetu Naukowego „Polish Journal of Pathology”.
Wypromowała siedmioro doktorów.

## Praca zawodowa
W latach 1981–1987 pracowała w Wojewódzki Szpital Zespolony przy ul. Kondratowicza w Warszawie. Następnie przez rok w Centralnym Szpitalu Klinicznym przy ul. Banacha. Od 1988 w Akademii Medycznej jako asystentka, od 1996 jako adiunktka, a od 2008 jako profesorka nadzwyczajna. Pełniła bądź pełni szereg funkcji na uczelni, m.in.: prorektor do spraw dydaktyczno-wychowawczych (2016–2020), prodziekan ds. studenckich lat I–III I Wydziału Lekarskiego (2008–2016), członkini Senatu (2008–2016).

## Życie prywatne
Jest mężatką. Ma dwoje dzieci.

## Odznaczenia
- Krzyż Kawalerski Orderu Odrodzenia Polski (2020)[2]
- Złoty Krzyż Zasługi (2009)[3]